# Tuzaguet
Tuzaguet est une commune française située dans l'est du département des Hautes-Pyrénées, en région Occitanie.
Sur le plan historique et culturel, la commune est dans la région gasconne de Magnoac, située sur le plateau de Lannemezan, qui reprend une partie de l’ancien Nébouzan, qui possédait plusieurs enclaves au cœur de la province de Comminges et a évolué dans ses frontières jusqu’à plus ou moins disparaitre. Exposée à un climat de montagne, elle est drainée par la Neste, le ruisseau de la Baquère, le ruisseau de la Torte, le ruisseau du Fourquet et par divers autres petits cours d'eau. La commune possède un patrimoine naturel remarquable : un site Natura 2000 (« Garonne, Ariège, Hers, Salat, Pique et Neste ») et deux zones naturelles d'intérêt écologique, faunistique et floristique.
Tuzaguet est une commune rurale qui compte 425 habitants en 2022, après avoir connu un pic de population de 1 680 habitants en 1881. Elle fait partie de l'aire d'attraction de Lannemezan. Ses habitants sont appelés les Tuzaguetois ou  Tuzaguetoises.
Durant la guerre de 1945, de nombreuses histoires de sorcellerie locale eurent lieu : la femme au chaudron qui faisait bouillir des soldats pour les faire disparaître, les enfants dans les foins, le murmure des maïs dans les champs, la sorcière du soir qui se baladait dans Tuzaguet le soir venu pour aller d'une maison à l'autre.
On retrouve de nombreux chaudrons ayant servi à faire de la sorcellerie locale dans des maisons ou des fermes abandonnées.
Le soir venu, il est bon de rester dans les maisons pour ne pas croiser les spectres et sorcières.

## Géographie

### Localisation
La commune de Tuzaguet se trouve dans le département des Hautes-Pyrénées, en région Occitanie.
Elle se situe à 34 km à vol d'oiseau de Tarbes, préfecture du département, à 24 km de Bagnères-de-Bigorre, sous-préfecture, et à 7 km de Lannemezan, bureau centralisateur du canton de la Vallée de la Barousse dont dépend la commune depuis 2015 pour les élections départementales.
La commune fait en outre partie du bassin de vie de Lannemezan.
Les communes les plus proches sont : 
Bizous (0,9 km), Anères (2,2 km), Montoussé (2,4 km), Hautaget (2,7 km), Cantaous (2,9 km), Escala (3,0 km), Montsérié (3,0 km), Saint-Laurent-de-Neste (3,4 km).
Sur le plan historique et culturel, Tuzaguet fait partie du pays de Comminges, correspondant à l’ancien comté de Comminges, circonscription de la province de Gascogne située sur les départements actuels du Gers, de la Haute-Garonne, des Hautes-Pyrénées et de l'Ariège.

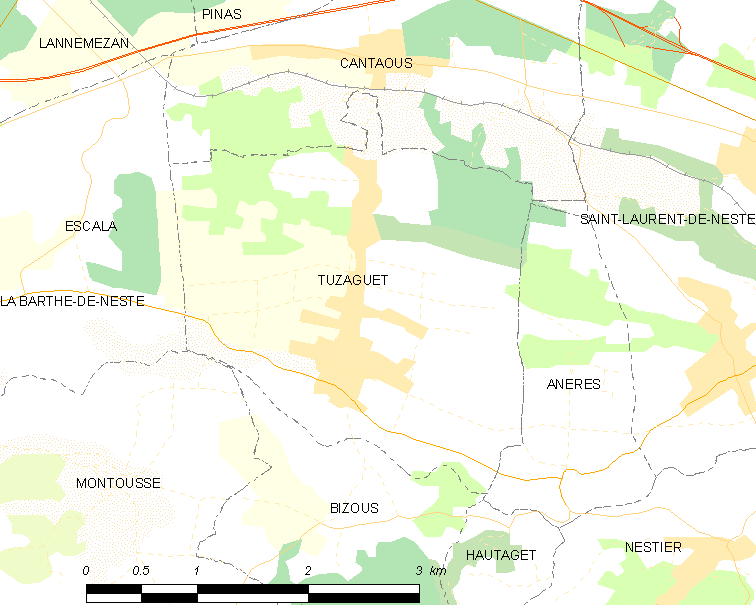
Carte de la commune de Tuzaguet et des proches communes.

|                                | Cantaous | Saint-Laurent-de-Neste |
| Escala                         | Tuzaguet | Anères                 |
| Montoussé (par un quadripoint) | Bizous   |                        |

### Hydrographie

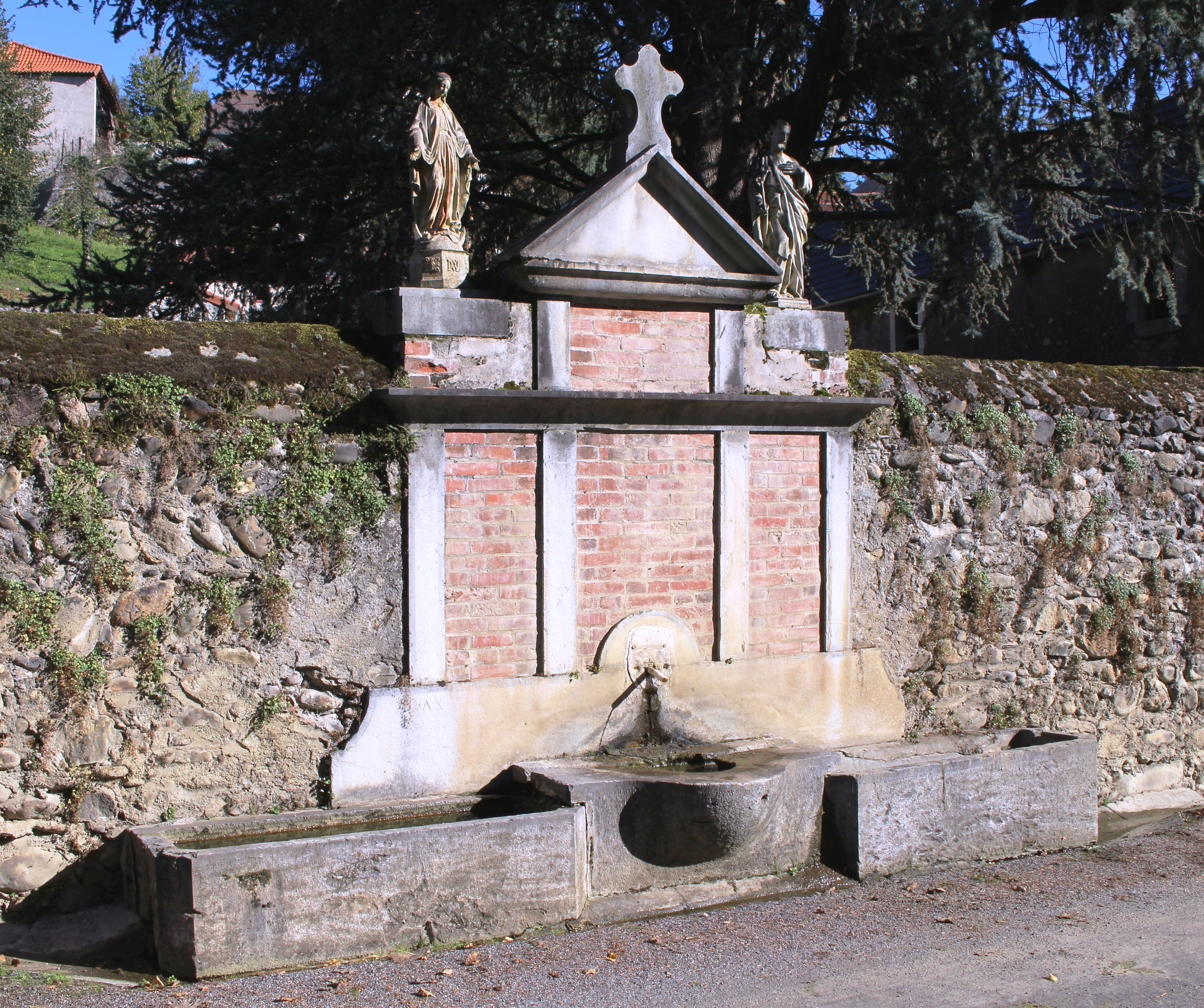
La fontaine.

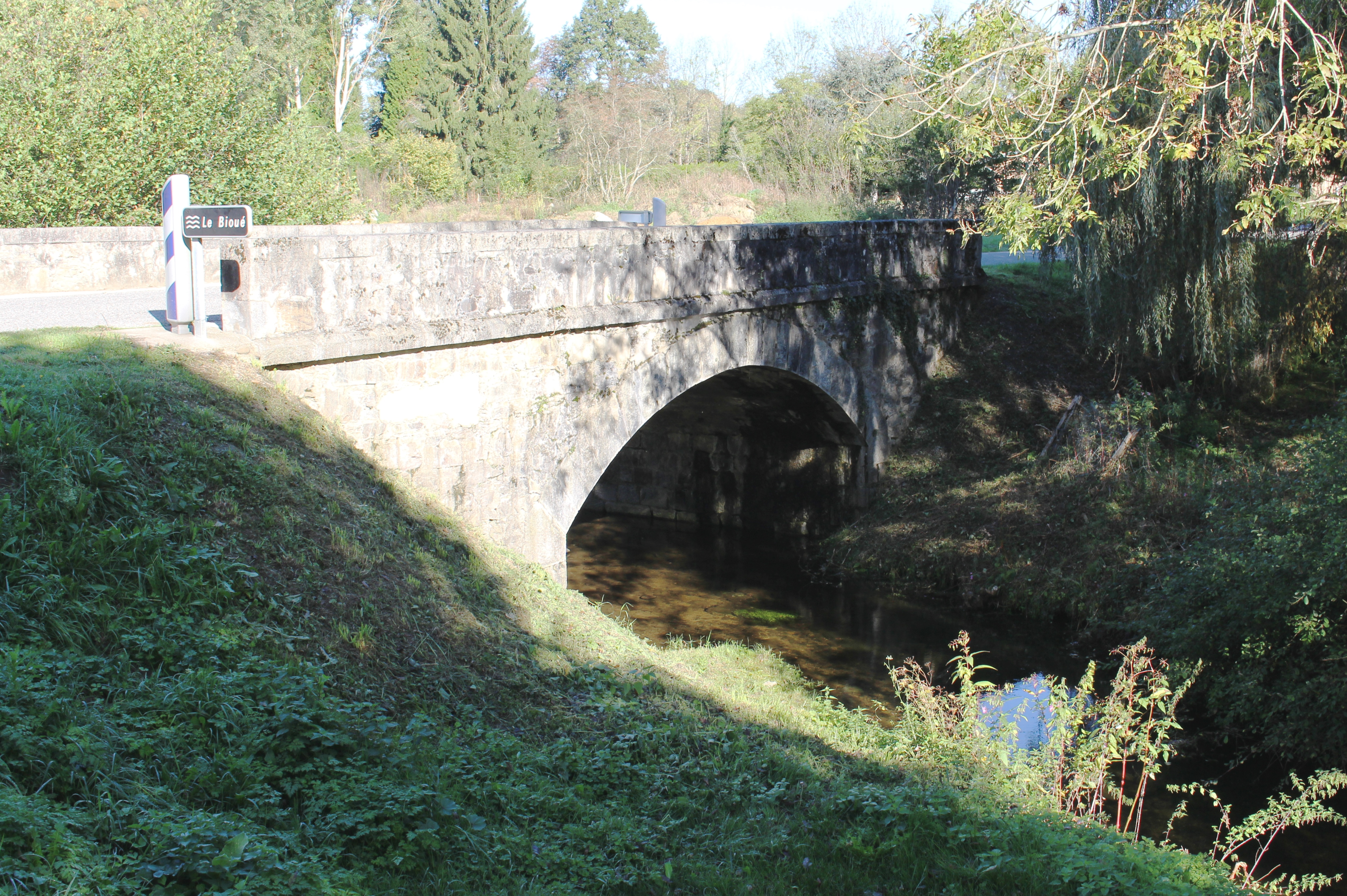
Le pont au-dessus du Bioué.

La commune est dans le bassin versant de la Garonne, au sein du bassin hydrographique Adour-Garonne. Elle est drainée par la Neste, le ruisseau de la Baquère, le ruisseau de la Torte, le ruisseau du Fourquet, un bras de la Neste, un bras de la Neste, le Hamèze et par deux petits cours d'eau, constituant un réseau hydrographique de 14 km de longueur totale,.
La Neste, d'une longueur totale de 73,1 km, prend sa source dans la commune d'Aragnouet et s'écoule vers le nord puis se réoriente vers l'est. Elle traverse la commune et se jette dans la Garonne à Montréjeau, après avoir traversé 34 communes.

### Climat
Le climat qui caractérise la commune est qualifié, en 2010, de « climat océanique dégradé des plaines du Centre et du Nord », selon la typologie des climats de la France qui compte alors huit grands types de climats en métropole. En 2020, la commune ressort du type « climat océanique altéré » dans la classification établie par Météo-France, qui ne compte désormais, en première approche, que cinq grands types de climats en métropole. Il s’agit d’une zone de transition entre le climat océanique et les climats de montagne et semi-continental. Les écarts de température entre hiver et été augmentent avec l'éloignement de la mer. La pluviométrie est plus faible qu'en bord de mer, sauf aux abords des reliefs.
Les paramètres climatiques qui ont permis d’établir la typologie de 2010 comportent six variables pour les températures et huit pour les précipitations, dont les valeurs correspondent à la normale 1971-2000. Les sept principales variables caractérisant la commune sont présentées dans l'encadré ci-après.
| Paramètres climatiques communaux sur la période 1971-2000 - Moyenne annuelle de température : 11,4 °C - Nombre de jours avec une température inférieure à −5 °C : 3,5 j - Nombre de jours avec une température supérieure à 30 °C : 4,9 j - Amplitude thermique annuelle : 14,4 °C - Cumuls annuels de précipitation : 943 mm - Nombre de jours de précipitation en janvier : 10,1 j - Nombre de jours de précipitation en juillet : 7,1 j |

Avec le changement climatique, ces variables ont évolué. Une étude réalisée en 2014 par la Direction générale de l'Énergie et du Climat complétée par des études régionales prévoit en effet que la  température moyenne devrait croître et la pluviométrie moyenne baisser, avec toutefois de fortes variations régionales. Ces changements peuvent être constatés sur la station météorologique de Météo-France la plus proche, « Nestier », sur la commune de Nestier, mise en service en 1946 et qui se trouve à 4 km à vol d'oiseau,, où la température moyenne annuelle est de 11,8 °C et la hauteur de précipitations de 1 049,8 mm pour la période 1981-2010.
Sur la station météorologique historique la plus proche, « Tarbes-Lourdes-Pyrénées », sur la commune d'Ossun, mise en service en 1946 et à 40 km, la température moyenne annuelle évolue de 12,2 °C pour la période 1971-2000, à 12,6 °C pour 1981-2010, puis à 12,9 °C pour 1991-2020.

### Milieux naturels et biodiversité

#### Réseau Natura 2000

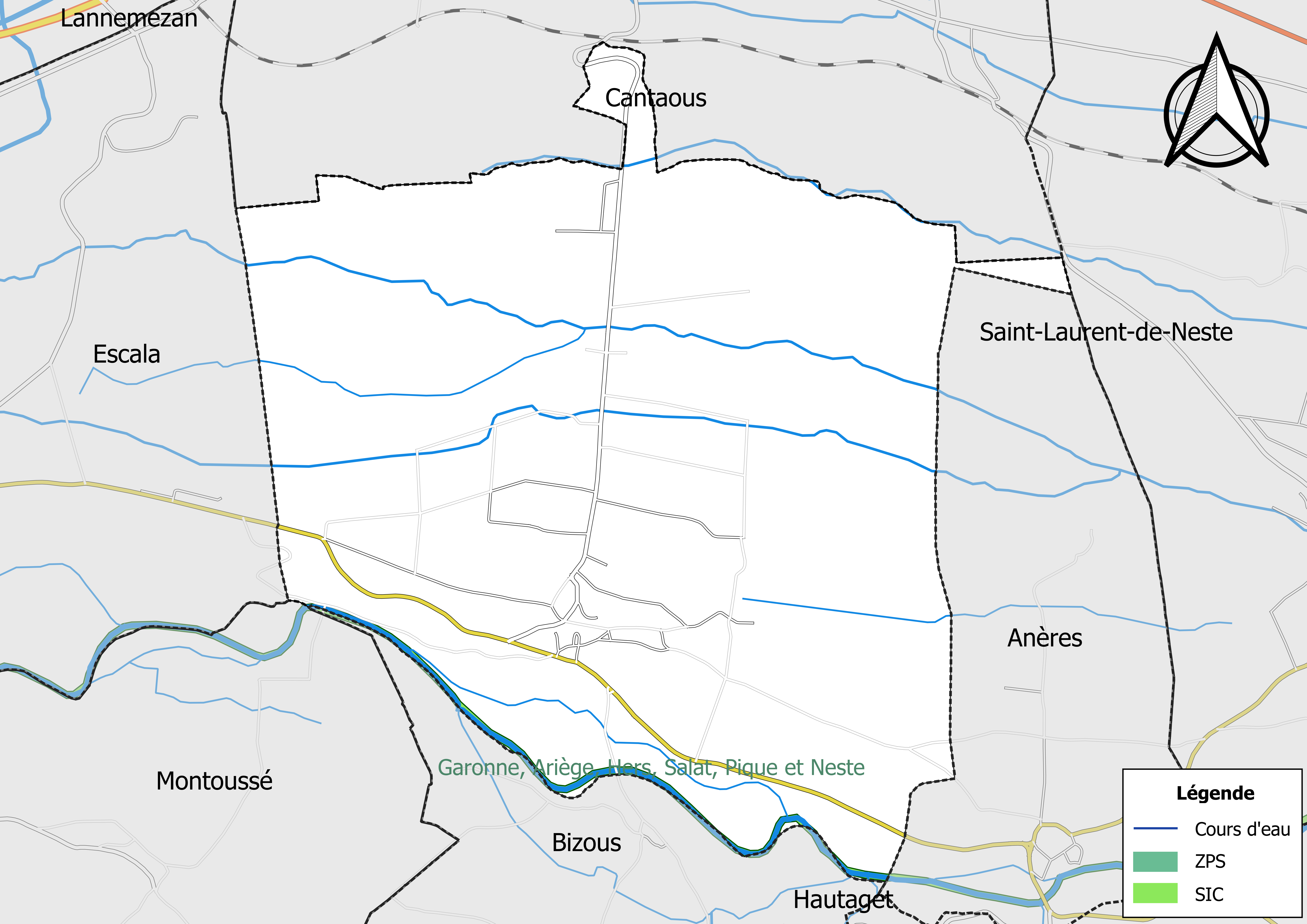
Site Natura 2000 sur le territoire communal.

Le réseau Natura 2000 est un réseau écologique européen de sites naturels d'intérêt écologique élaboré à partir des directives habitats et oiseaux, constitué de zones spéciales de conservation (ZSC) et de zones de protection spéciale (ZPS).
Un site Natura 2000 a été défini sur la commune au titre de la directive habitats : « garonne, Ariège, Hers, Salat, Pique et Neste », d'une superficie de 9 581 ha, un réseau hydrographique pour les poissons migrateurs (zones de frayères actives et potentielles importantes pour le Saumon en particulier qui fait l'objet d'alevinages réguliers et dont des adultes atteignent déjà Foix sur l'Ariège.

#### Zones naturelles d'intérêt écologique, faunistique et floristique
L’inventaire des zones naturelles d'intérêt écologique, faunistique et floristique (ZNIEFF) a pour objectif de réaliser une couverture des zones les plus intéressantes sur le plan écologique, essentiellement dans la perspective d’améliorer la connaissance du patrimoine naturel national et de fournir aux différents décideurs un outil d’aide à la prise en compte de l’environnement dans l’aménagement du territoire.
Une ZNIEFF de type 1 est recensée sur la commune :
la « Neste moyenne et aval » (283 ha), couvrant 25 communes dont une dans la Haute-Garonne et 24 dans les Hautes-Pyrénées et une ZNIEFF de type 2, : 
les « Garonne amont, Pique et Neste » (1 788 ha), couvrant 112 communes dont 42 dans la Haute-Garonne et 70 dans les Hautes-Pyrénées.

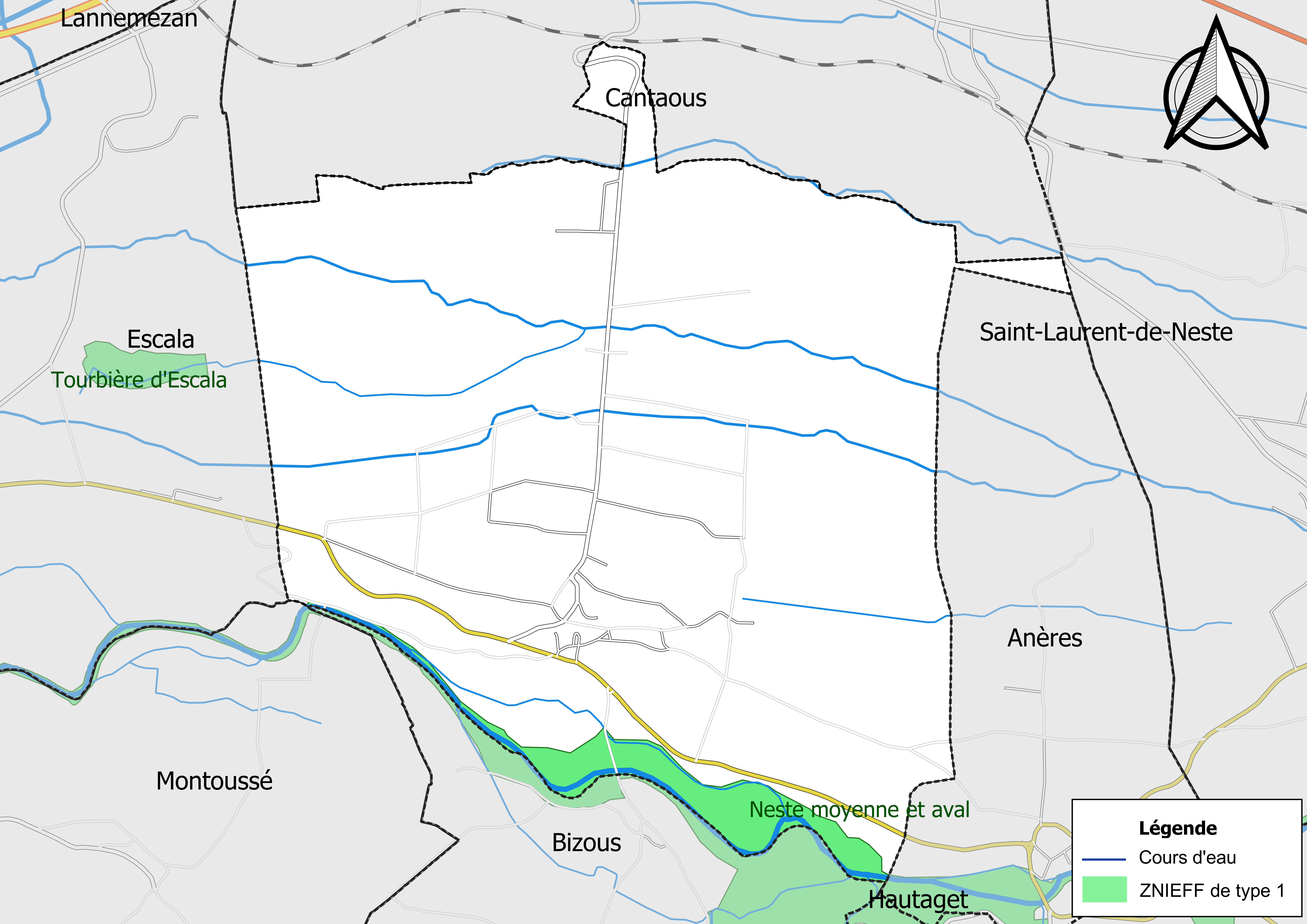
Carte de la ZNIEFF de type 1 sur la commune.
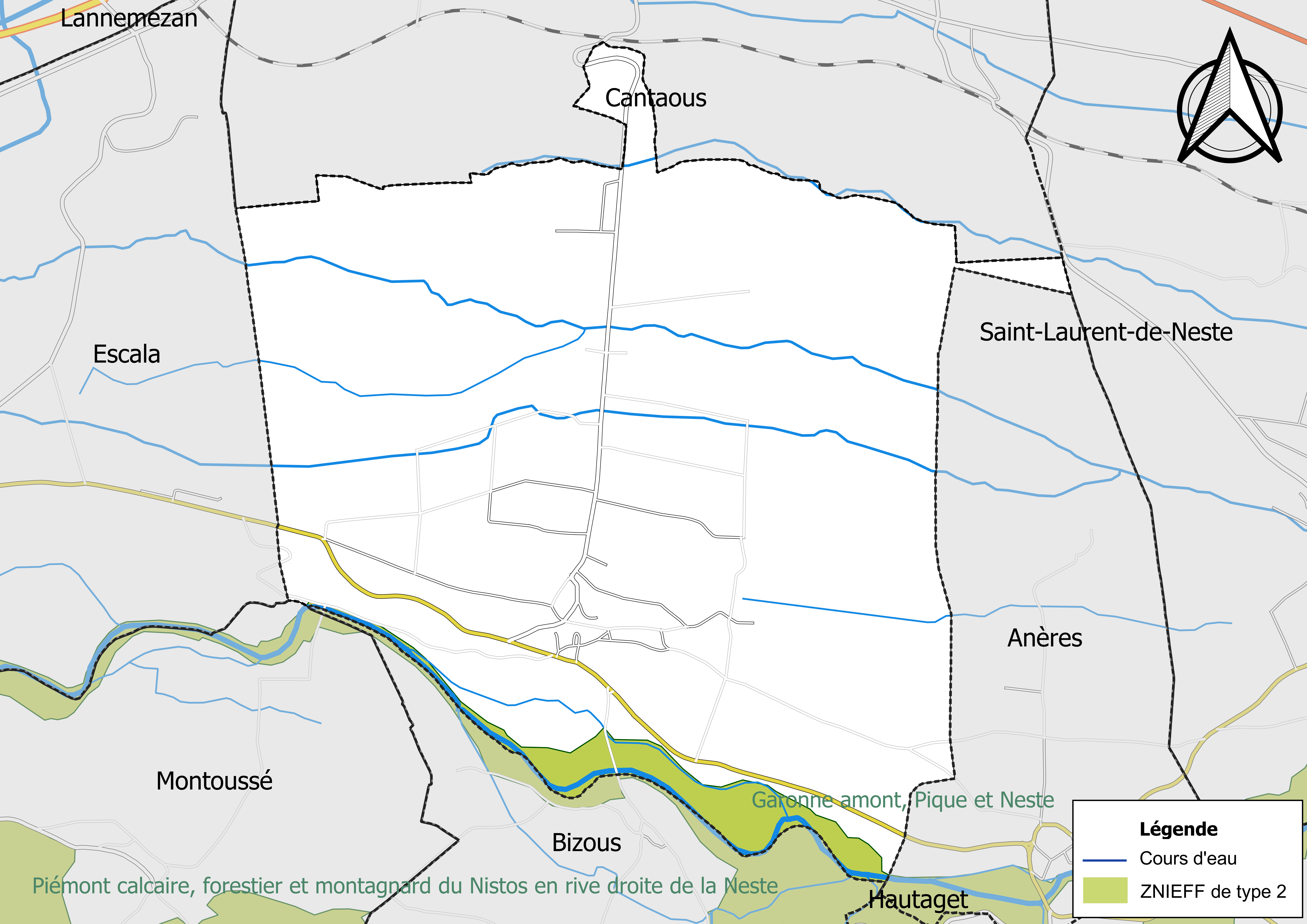
Carte de la ZNIEFF de type 2 sur la commune.

## Urbanisme

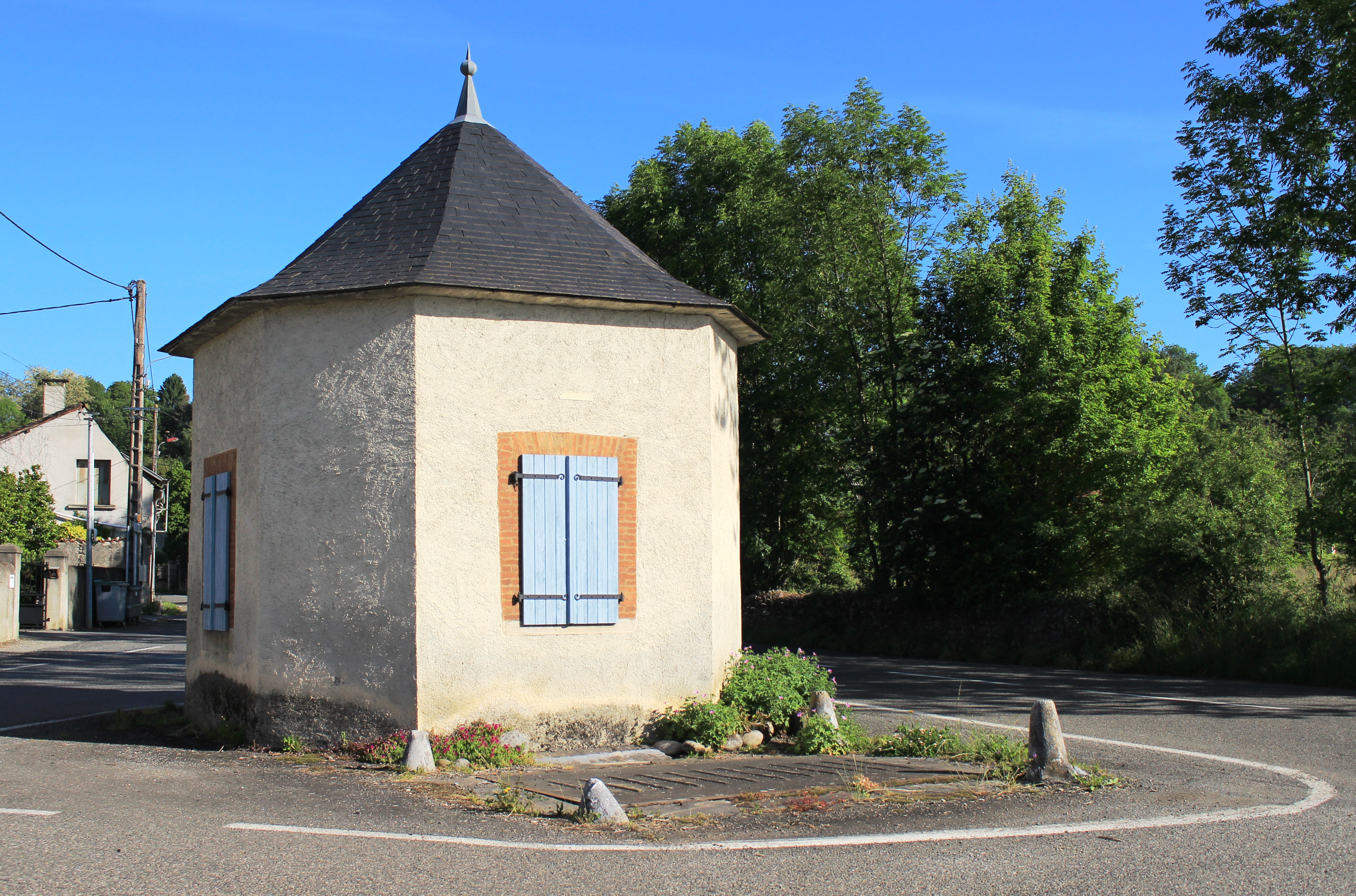
La bascule en 2021.

### Typologie
Au 1er janvier 2024, Tuzaguet est catégorisée commune rurale à habitat dispersé, selon la nouvelle grille communale de densité à sept niveaux définie par l'Insee en 2022.
Elle est située hors unité urbaine. Par ailleurs la commune fait partie de l'aire d'attraction de Lannemezan, dont elle est une commune de la couronne,. Cette aire, qui regroupe 65 communes, est catégorisée dans les aires de moins de 50 000 habitants,.

### Occupation des sols
L'occupation des sols de la commune, telle qu'elle ressort de la base de données européenne d’occupation biophysique des sols Corine Land Cover (CLC), est marquée par l'importance des territoires agricoles (68,8 % en 2018), une proportion sensiblement équivalente à celle de 1990 (68,9 %). La répartition détaillée en 2018 est la suivante : 
zones agricoles hétérogènes (43,2 %), forêts (20,5 %), terres arables (18,1 %), zones urbanisées (10,8 %), prairies (7,4 %).
L'IGN met par ailleurs à disposition un outil en ligne permettant de comparer l’évolution dans le temps de l’occupation des sols de la commune (ou de territoires à des échelles différentes). Plusieurs époques sont accessibles sous forme de cartes ou photos aériennes : la carte de Cassini (XVIIIe siècle), la carte d'état-major (1820-1866) et la période actuelle (1950 à aujourd'hui).

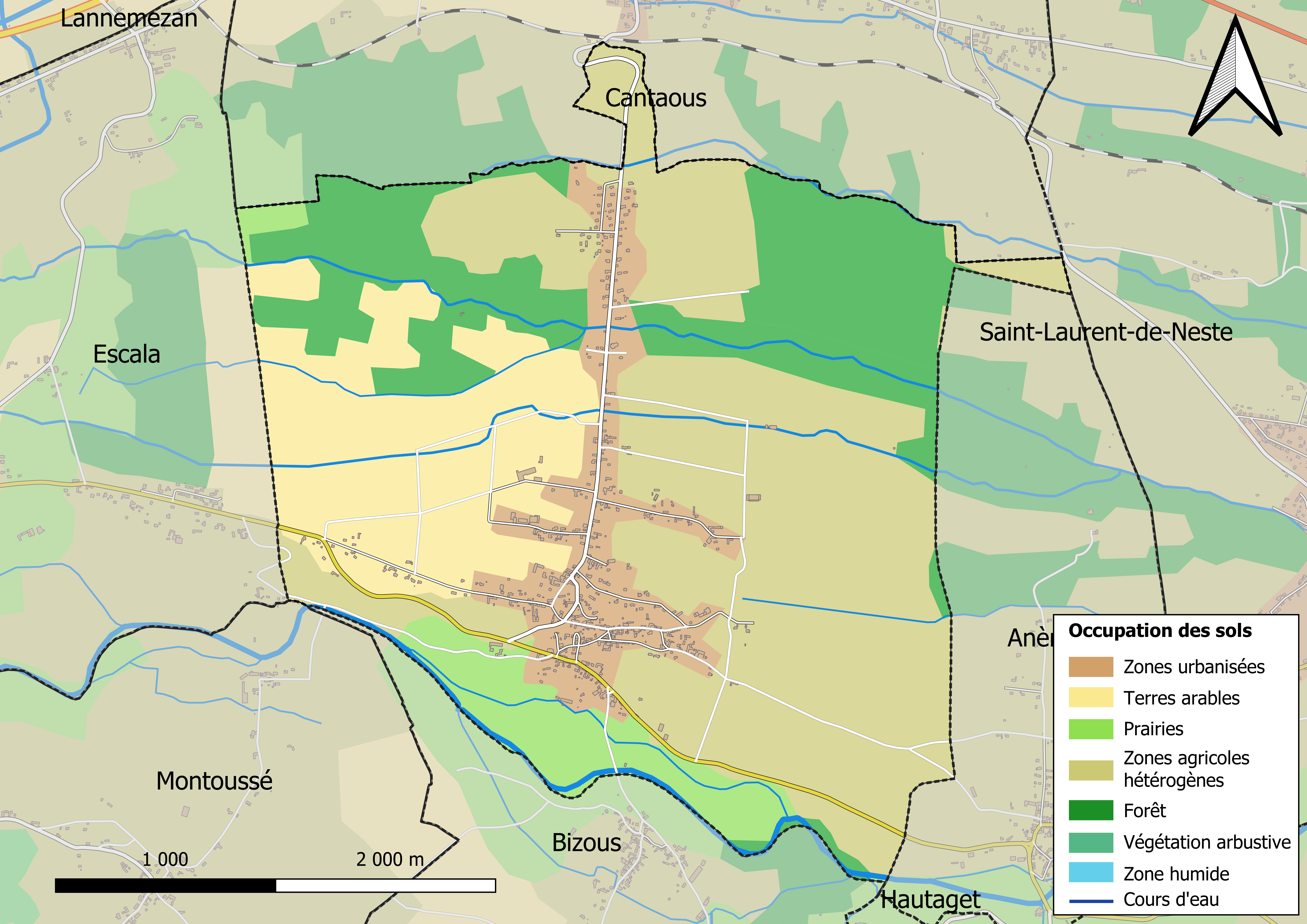
Carte des infrastructures et de l'occupation des sols en 2018 (CLC) de la commune.
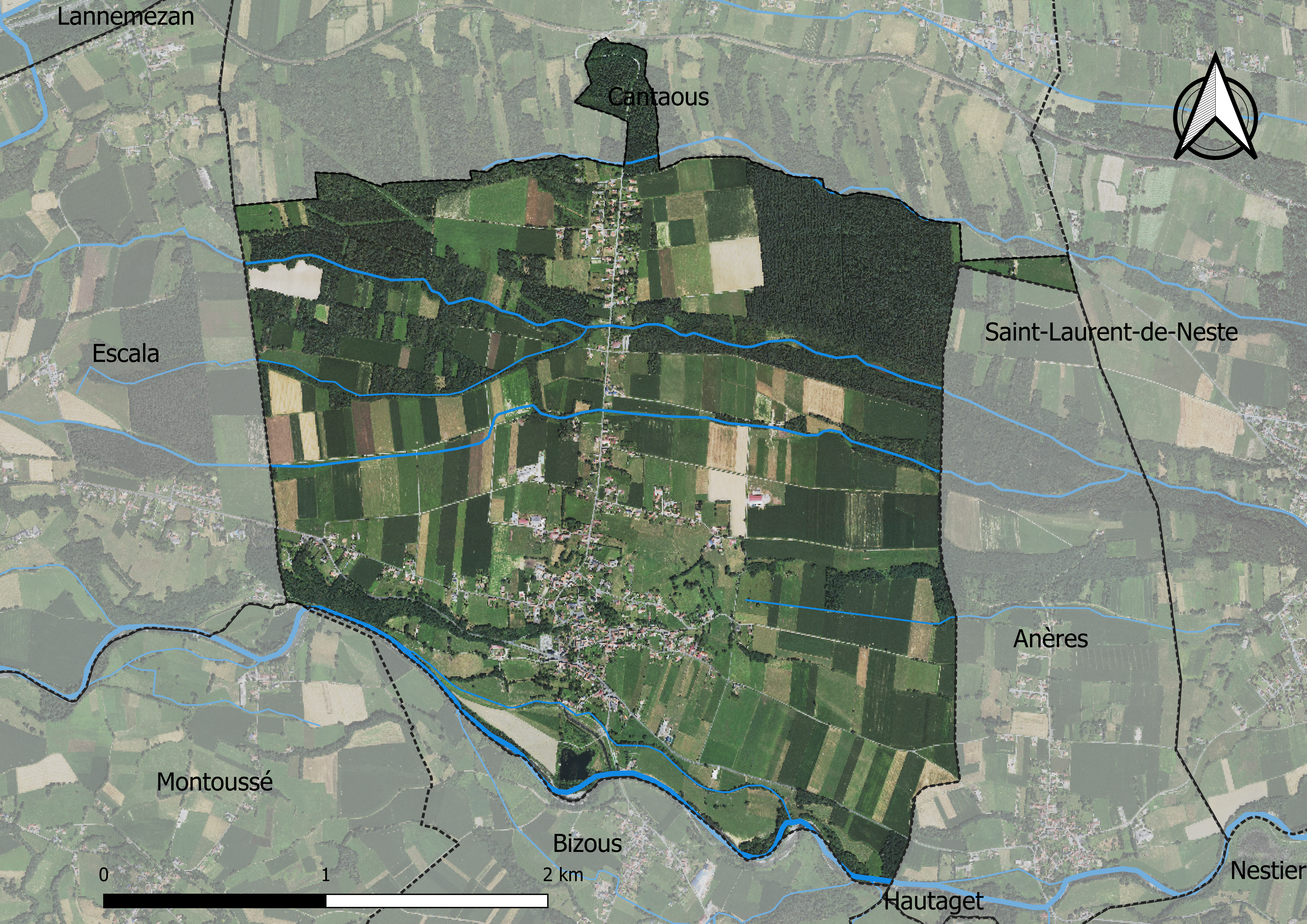
Carte orthophotogrammétrique de la commune.

### Logement
En 2012, le nombre total de logements dans la commune est de 271.

Parmi ces logements, 75,9 % sont des résidences principales, 14,7 % des résidences secondaires et 9,4 % des logements vacants.

### Voies de communication et transports
Cette commune est desservie par la route départementale D 938 et par la route départementale D 24.

### Risques majeurs
Le territoire de la commune de Tuzaguet est vulnérable à différents aléas naturels : météorologiques (tempête, orage, neige, grand froid, canicule ou sécheresse), inondations, feux de forêts, mouvements de terrains et séisme (sismicité modérée). Il est également exposé à un risque technologique, la rupture d'un barrage. Un site publié par le BRGM permet d'évaluer simplement et rapidement les risques d'un bien localisé soit par son adresse soit par le numéro de sa parcelle.

#### Risques naturels
Certaines parties du territoire communal sont susceptibles d’être affectées par le risque d’inondation par débordement de cours d'eau, notamment le Neste. La cartographie des zones inondables en ex-Midi-Pyrénées réalisée dans le cadre du XIe Contrat de plan État-région, visant à informer les citoyens et les décideurs sur le risque d’inondation, est accessible sur le site de la DREAL Occitanie. La commune a été reconnue en état de catastrophe naturelle au titre des dommages causés par les inondations et coulées de boue survenues en 1982, 1999, 2001, 2009, 2012 et 2013,.
Tuzaguet est exposée au risque de feu de forêt. Un plan départemental de protection des forêts contre les incendies a été approuvé par arrêté préfectoral le 21 avril 2020 pour la période 2020-2029. Le précédent couvrait la période 2007-2017. L’emploi du feu est régi par deux types de réglementations. D’abord le code forestier et l’arrêté préfectoral du 27 octobre 2014, qui réglementent l’emploi du feu à moins de 200 m des espaces naturels combustibles sur l’ensemble du département. Ensuite celle établie dans le cadre de la lutte contre la pollution de l’air, qui interdit le brûlage des déchets verts des particuliers. L’écobuage est quant à lui réglementé dans le cadre de commissions locales d’écobuage (CLE).

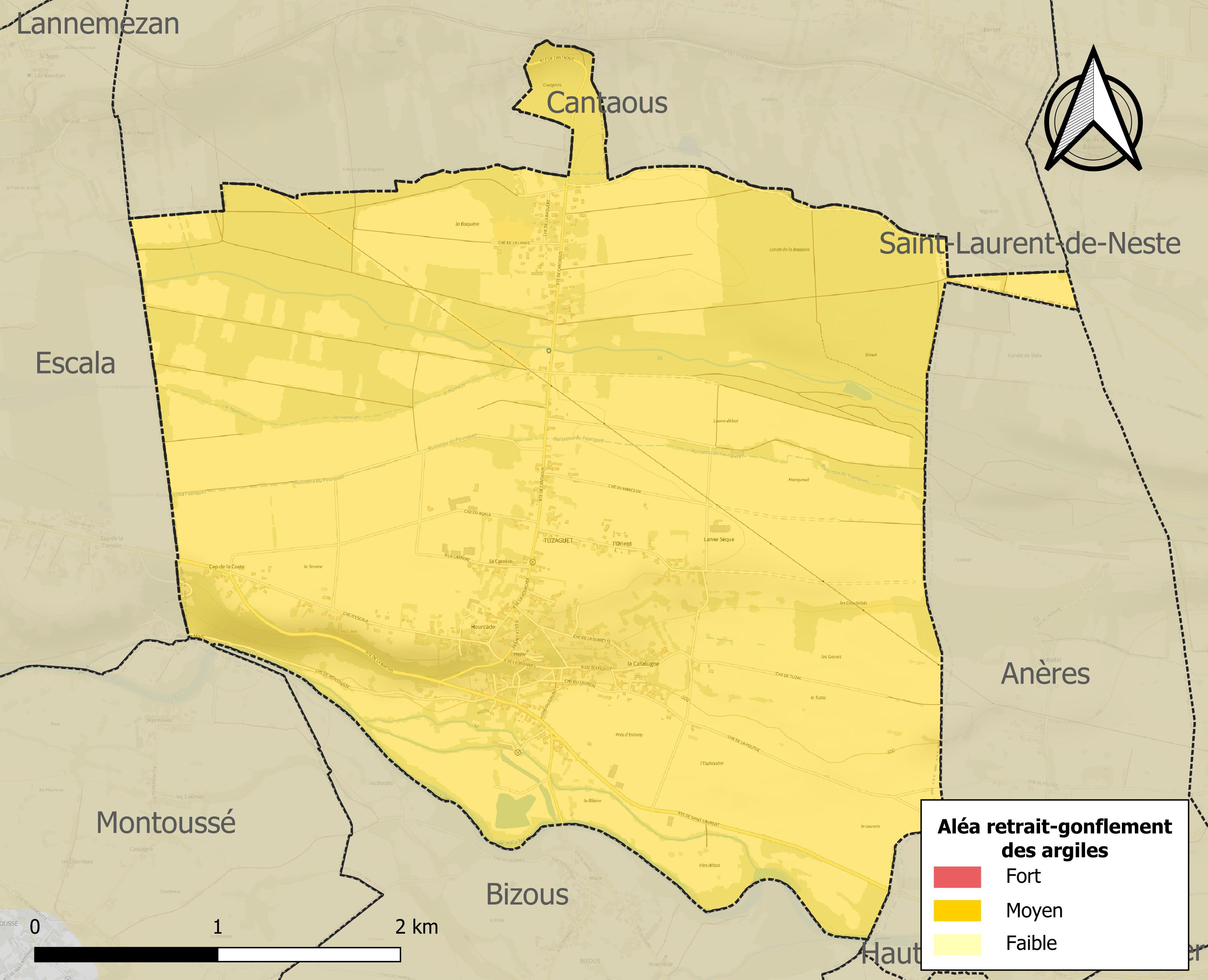
Carte des zones d'aléa retrait-gonflement des sols argileux de Tuzaguet.

Les mouvements de terrains susceptibles de se produire sur la commune sont des tassements différentiels.
Le retrait-gonflement des sols argileux est susceptible d'engendrer des dommages importants aux bâtiments en cas d’alternance de périodes de sécheresse et de pluie. La totalité de la commune est en aléa moyen ou fort (44,5 % au niveau départemental et 48,5 % au niveau national). Sur les 279 bâtiments dénombrés sur la commune en 2019, 279 sont en aléa moyen ou fort, soit 100 %, à comparer aux 75 % au niveau départemental et 54 % au niveau national. Une cartographie de l'exposition du territoire national au retrait gonflement des sols argileux est disponible sur le site du BRGM,.
Par ailleurs, afin de mieux appréhender le risque d’affaissement de terrain, l'inventaire national des cavités souterraines permet de localiser celles situées sur la commune.
Concernant les mouvements de terrains, la commune a été reconnue en état de catastrophe naturelle au titre des dommages causés par des mouvements de terrain en 1999 et 2013.

#### Risques technologiques
La commune est en outre située en aval d'un barrage de classe A. À ce titre elle est susceptible d’être touchée par l’onde de submersion consécutive à la rupture de cet ouvrage.

## Toponymie

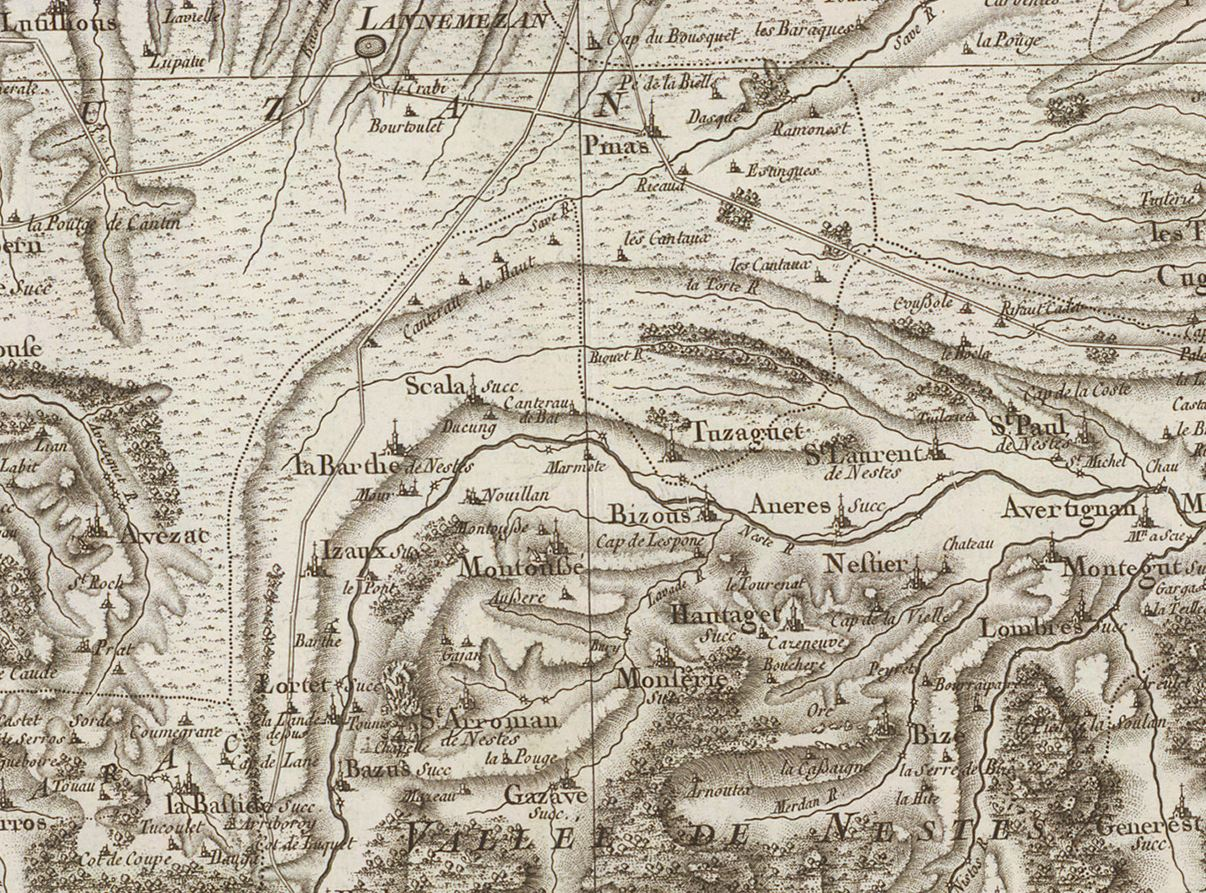
Extrait de la carte de Cassini (entre 1756 et 1789) situant Tuzaguet au sud de Lannemezan.

On trouvera les principales informations dans le Dictionnaire toponymique des communes des Hautes-Pyrénées de Michel Grosclaude et Jean-François Le Nail qui rapporte les dénominations historiques du village :
Dénominations historiques :
- Guillelmus Garsia de Tusagued, latin et gascon (1140-1141, actes Bonnefont)[40] ;
- Guilhem Guasie de Tusagued (1272, livre vert de Bénac) ;
- Guillelmus Garsie de Tusagueto, latin (1283, procès de Bigorre) ;
- De Tusagueto, latin (1387, pouillé Comminges) ;
- Tusaguet (1767, Larcher, cartulaire de  Comminges) ;
- Tuzaguet (fin XVIIIe siècle, carte de Cassini).

Étymologie : diminutif d’un nom de lieu disparu Tuzac (lui-même d’un nom de personnage latin Tutius et suffixe -acum) et suffixe -et.
Nom occitan : Tusaguèth.

## Histoire

### Cadastre napoléonien de Tuzaguet
Le plan cadastral napoléonien de Tuzaguet est consultable sur le site des archives départementales des Hautes-Pyrénées.

## Politique et administration

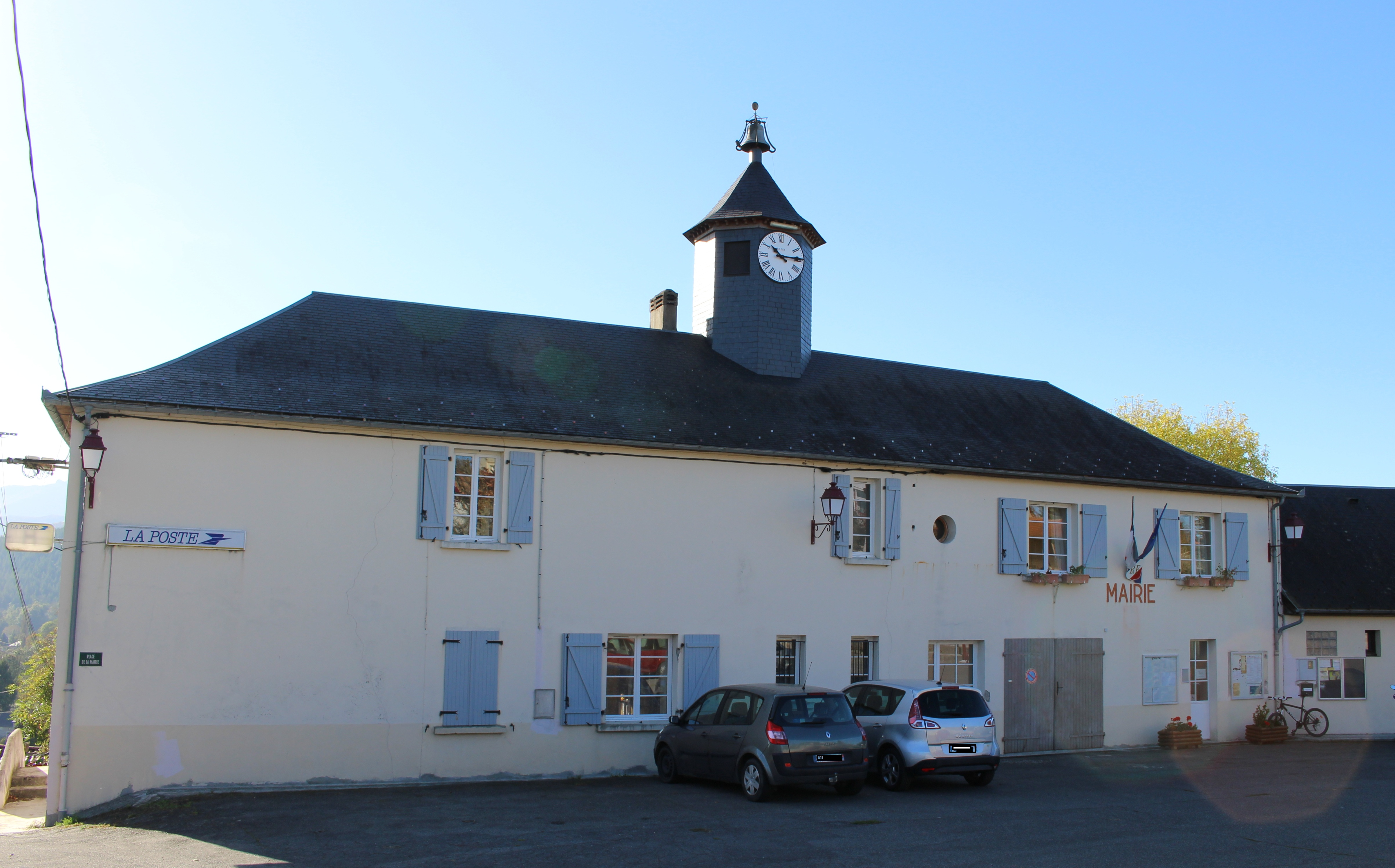
La mairie en 2014.

### Liste des maires
| Période                                  | Période            | Identité       | Étiquette | Qualité         |
| ---------------------------------------- | ------------------ | -------------- | --------- | --------------- |
| Les données manquantes sont à compléter. |                    |                |           |                 |
| mars 2001                                | mars 2008          | André Barrère  | PS        |                 |
| mars 2008                                | mars 2020          | Thierry Hachet |           |                 |
| mars 2020                                | avril 2024 (décès) | Alain Dupont   |           | Ancien cheminot |

### Rattachements administratifs et électoraux

#### Historique administratif
Sénéchaussée de Toulouse, élection de Nébouzan, châtellenie de Cassagnabère, baronnie de  Labarthe, canton de Nestier (1790), Saint-Laurent (1870). Cantaous, section de Tuzaguet, est érigée en commune en 1957.

#### Intercommunalité

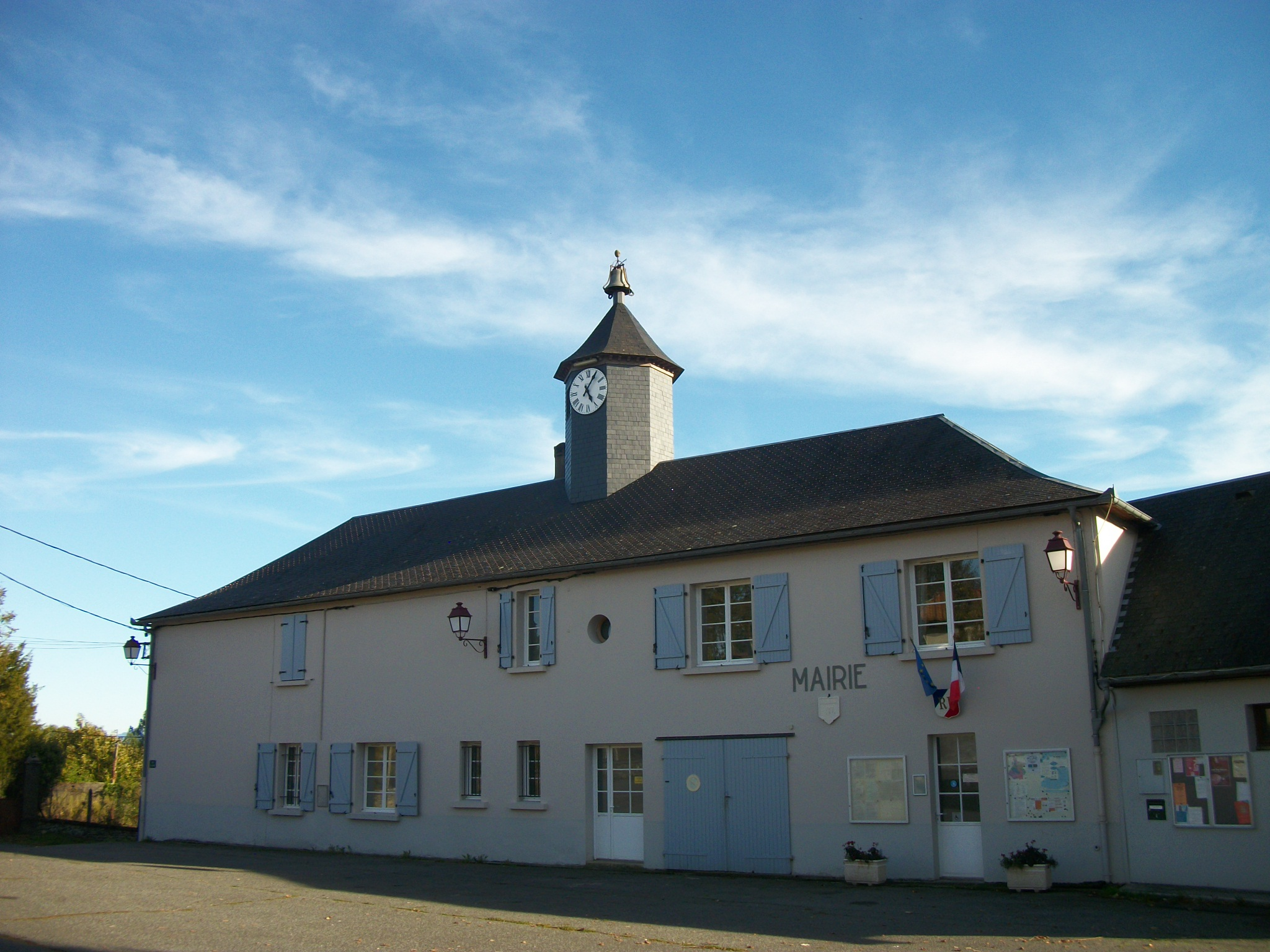
La mairie en 2019.

Tuzaguet appartient à la communauté de communes Neste Barousse créée en janvier 2017 et qui réunit 43 communes.

### Services publics
La commune de Tuzaguet dispose d'une agence postale.

## Population et société

### Démographie

#### Évolution démographique

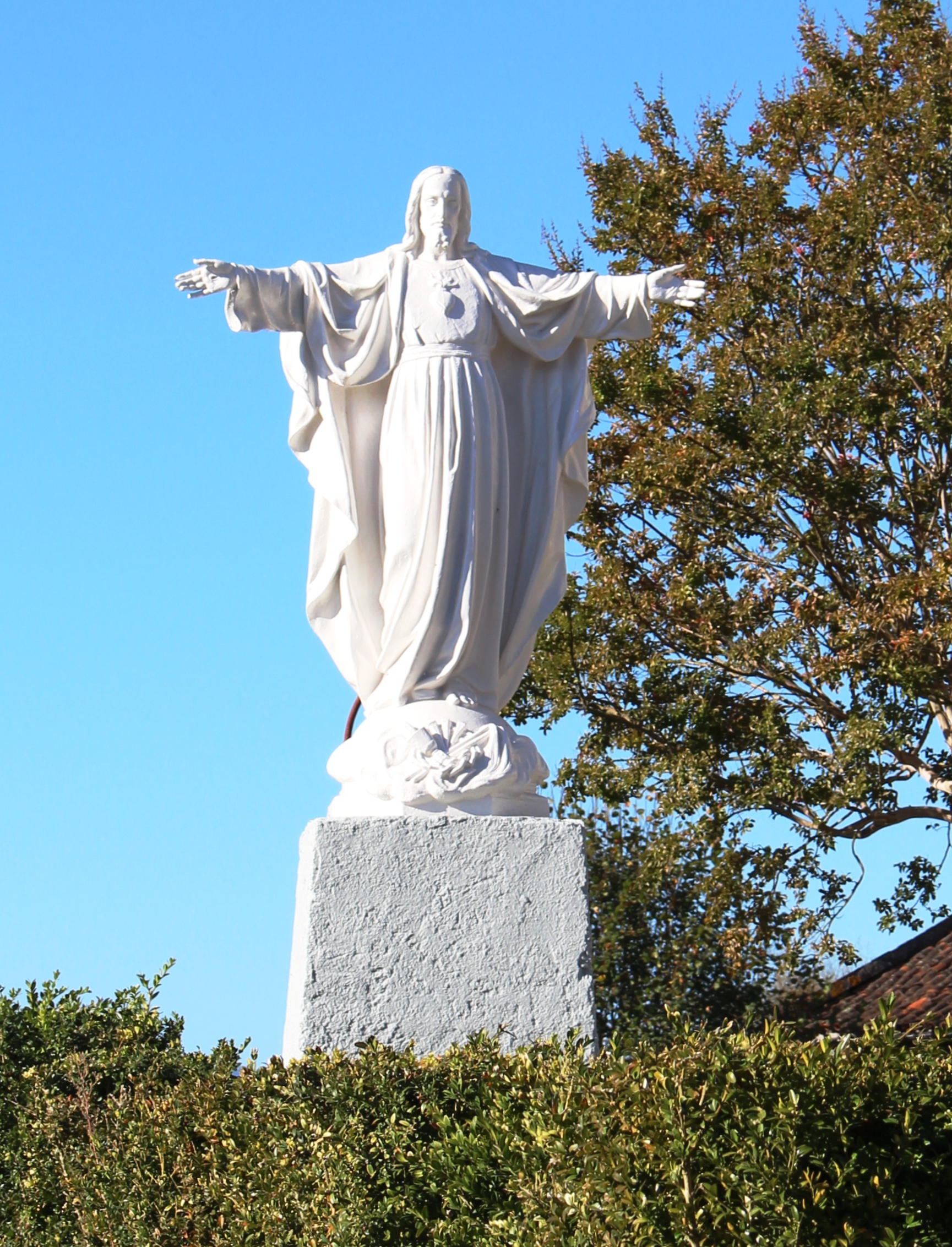
Une statue.

L'évolution du nombre d'habitants est connue à travers les recensements de la population effectués dans la commune depuis 1793. Pour les communes de moins de 10 000 habitants, une enquête de recensement portant sur toute la population est réalisée tous les cinq ans, les populations de référence des années intermédiaires étant quant à elles estimées par interpolation ou extrapolation. Pour la commune, le premier recensement exhaustif entrant dans le cadre du nouveau dispositif a été réalisé en 2004.

En 2022, la commune comptait 425 habitants, en évolution de −7,81 % par rapport à 2016 (Hautes-Pyrénées : +1,59 %, France hors Mayotte : +2,11 %).
| 1793 | 1800 | 1806  | 1821  | 1831  | 1836  | 1841  | 1846  | 1851  |
| ---- | ---- | ----- | ----- | ----- | ----- | ----- | ----- | ----- |
| 795  | 822  | 1 022 | 1 179 | 1 218 | 1 252 | 1 175 | 1 360 | 1 304 |

| 1856  | 1861  | 1866  | 1872  | 1876  | 1881  | 1886  | 1891  | 1896  |
| ----- | ----- | ----- | ----- | ----- | ----- | ----- | ----- | ----- |
| 1 352 | 1 372 | 1 504 | 1 518 | 1 662 | 1 680 | 1 662 | 1 395 | 1 348 |

| 1901  | 1906  | 1911 | 1921 | 1926 | 1931 | 1936 | 1946 | 1954 |
| ----- | ----- | ---- | ---- | ---- | ---- | ---- | ---- | ---- |
| 1 181 | 1 045 | 957  | 930  | 938  | 838  | 859  | 815  | 797  |

| 1962 | 1968 | 1975 | 1982 | 1990 | 1999 | 2004 | 2006 | 2009 |
| ---- | ---- | ---- | ---- | ---- | ---- | ---- | ---- | ---- |
| 460  | 471  | 426  | 444  | 433  | 408  | 437  | 448  | 459  |

| 2014 | 2019 | 2022 | - | - | - | - | - | - |
| ---- | ---- | ---- | - | - | - | - | - | - |
| 456  | 438  | 425  | - | - | - | - | - | - |

### Enseignement
La commune dépend de l'académie de Toulouse. Elle ne dispose plus d'école en 2016.

## Économie

### Revenus
En 2018, la commune compte 219 ménages fiscaux, regroupant 456 personnes. La médiane du revenu disponible par unité de consommation est de 21 960 € (20 420 € dans le département).

### Emploi
|                | 2008  | 2013  | 2018  |
| -------------- | ----- | ----- | ----- |
| Commune        | 6,7 % | 6,4 % | 7,6 % |
| Département    | 7,7 % | 9,4 % | 9,8 % |
| France entière | 8,3 % | 10 %  | 10 %  |

En 2018, la population âgée de 15 à 64 ans s'élève à 242 personnes, parmi lesquelles on compte 78,2 % d'actifs (70,6 % ayant un emploi et 7,6 % de chômeurs) et 21,8 % d'inactifs,. Depuis 2008, le taux de chômage communal (au sens du recensement) des 15-64 ans est inférieur à celui de la France et du département.
La commune fait partie de la couronne de l'aire d'attraction de Lannemezan, du fait qu'au moins 15 % des actifs travaillent dans le pôle,. Elle compte 32 emplois en 2018, contre 26 en 2013 et 36 en 2008. Le nombre d'actifs ayant un emploi résidant dans la commune est de 176, soit un indicateur de concentration d'emploi de 18,4 % et un taux d'activité parmi les 15 ans ou plus de 49,9 %.
Sur ces 176 actifs de 15 ans ou plus ayant un emploi, 26 travaillent dans la commune, soit 15 % des habitants. Pour se rendre au travail, 95,4 % des habitants utilisent un véhicule personnel ou de fonction à quatre roues, 1,2 % s'y rendent en deux-roues, à vélo ou à pied et 3,5 % n'ont pas besoin de transport (travail au domicile).

## Culture locale et patrimoine

### Lieux et monuments

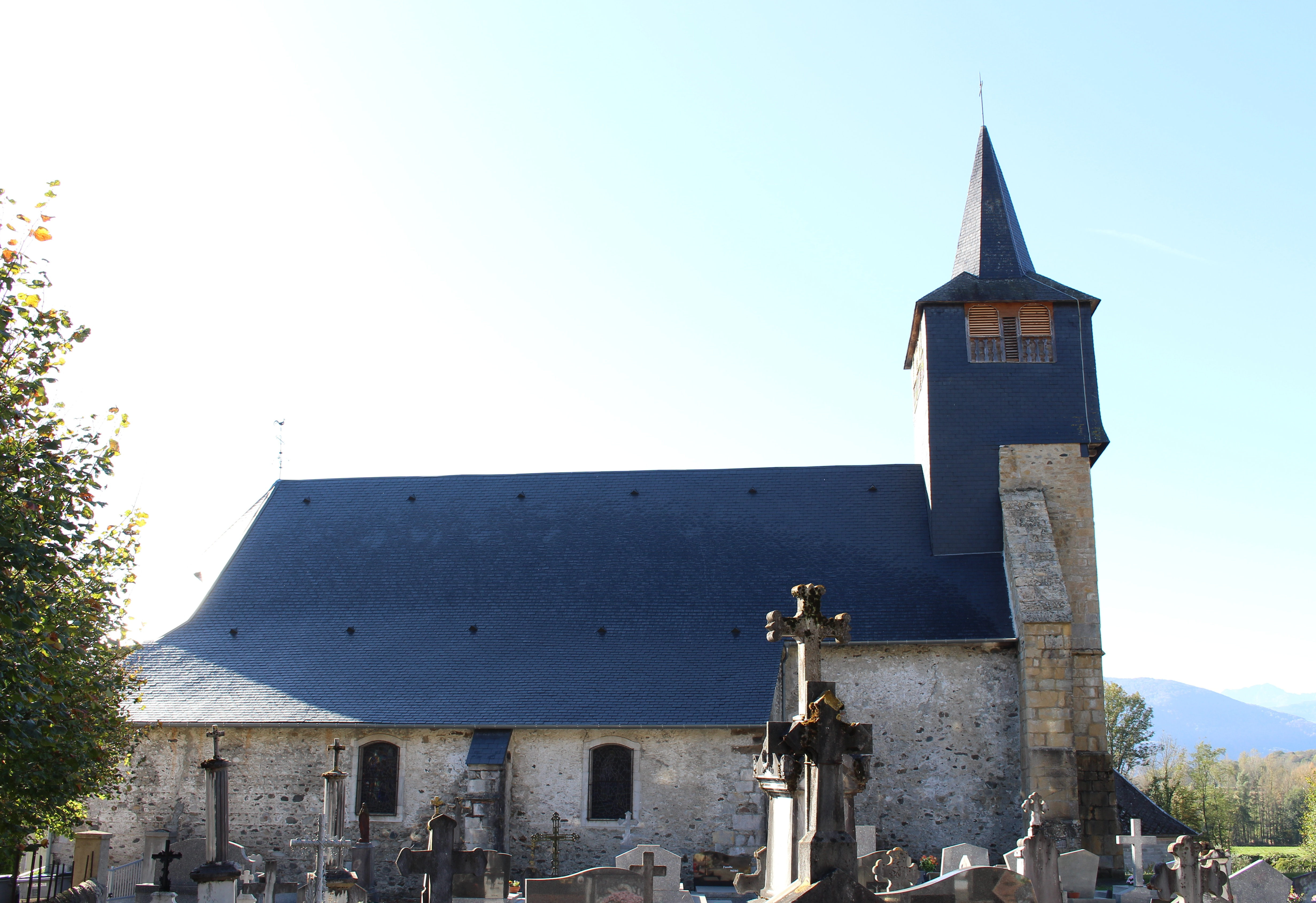
L'église Notre-Dame-de-l'Assomption en 2014.

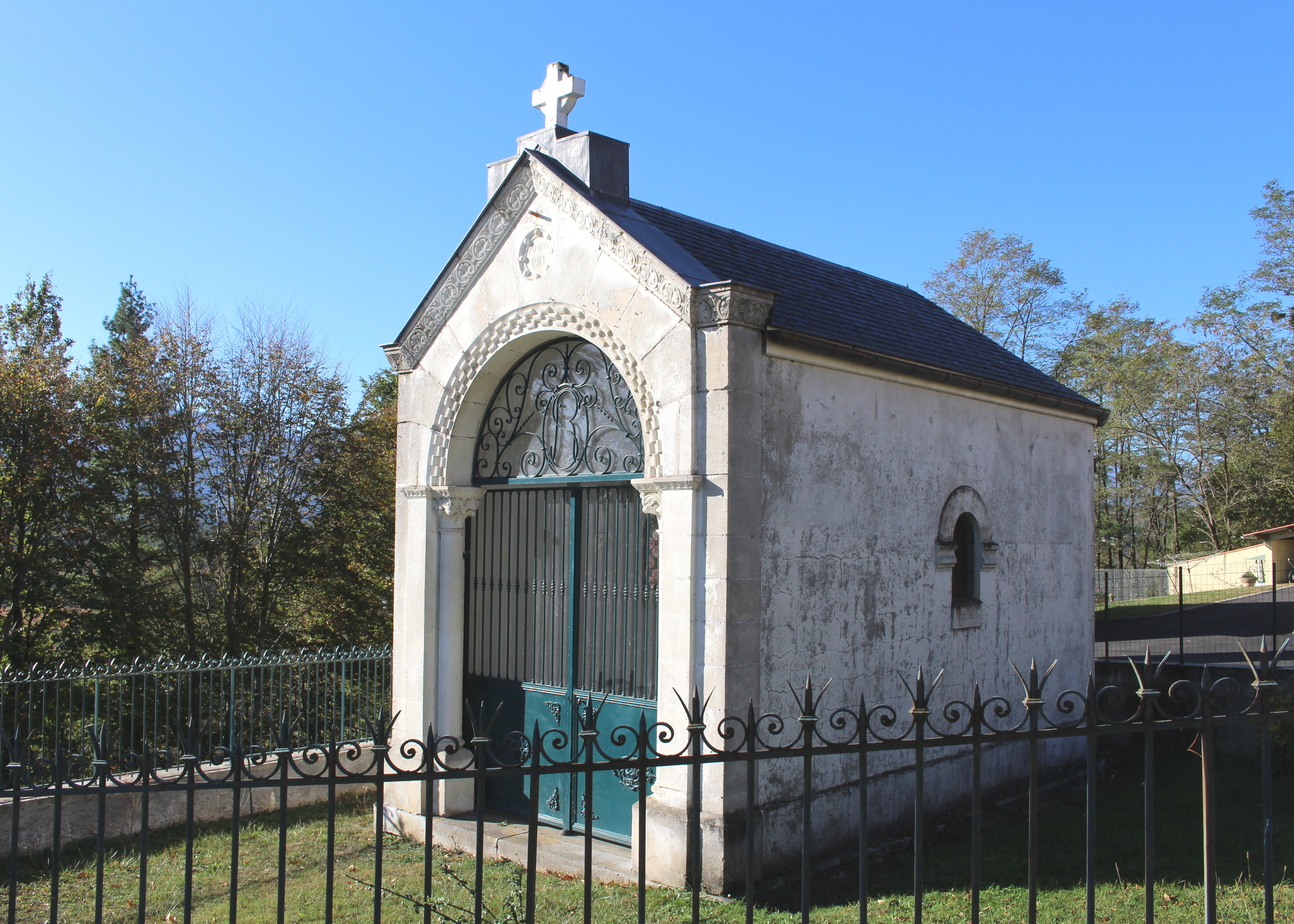
La chapelle Saint-Roch en 2014.

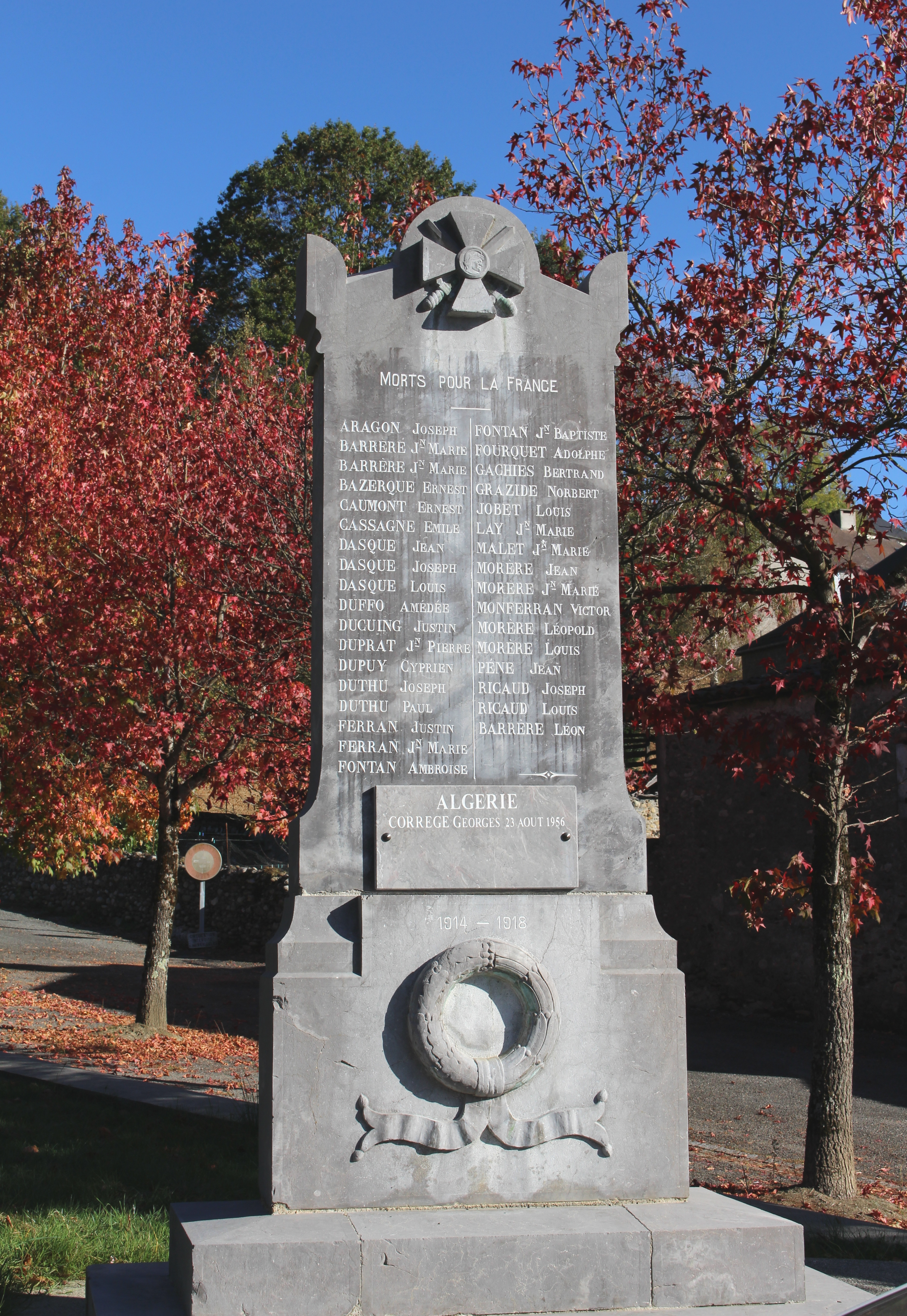
Le monument aux morts municipal.

- Église Notre-Dame-de-l'Assomption de Tuzaguet.
- Chapelle Saint-Roch de Tuzaguet.
- Lavoirs.

Sélection de vues des lavoirs municipaux en 2017.
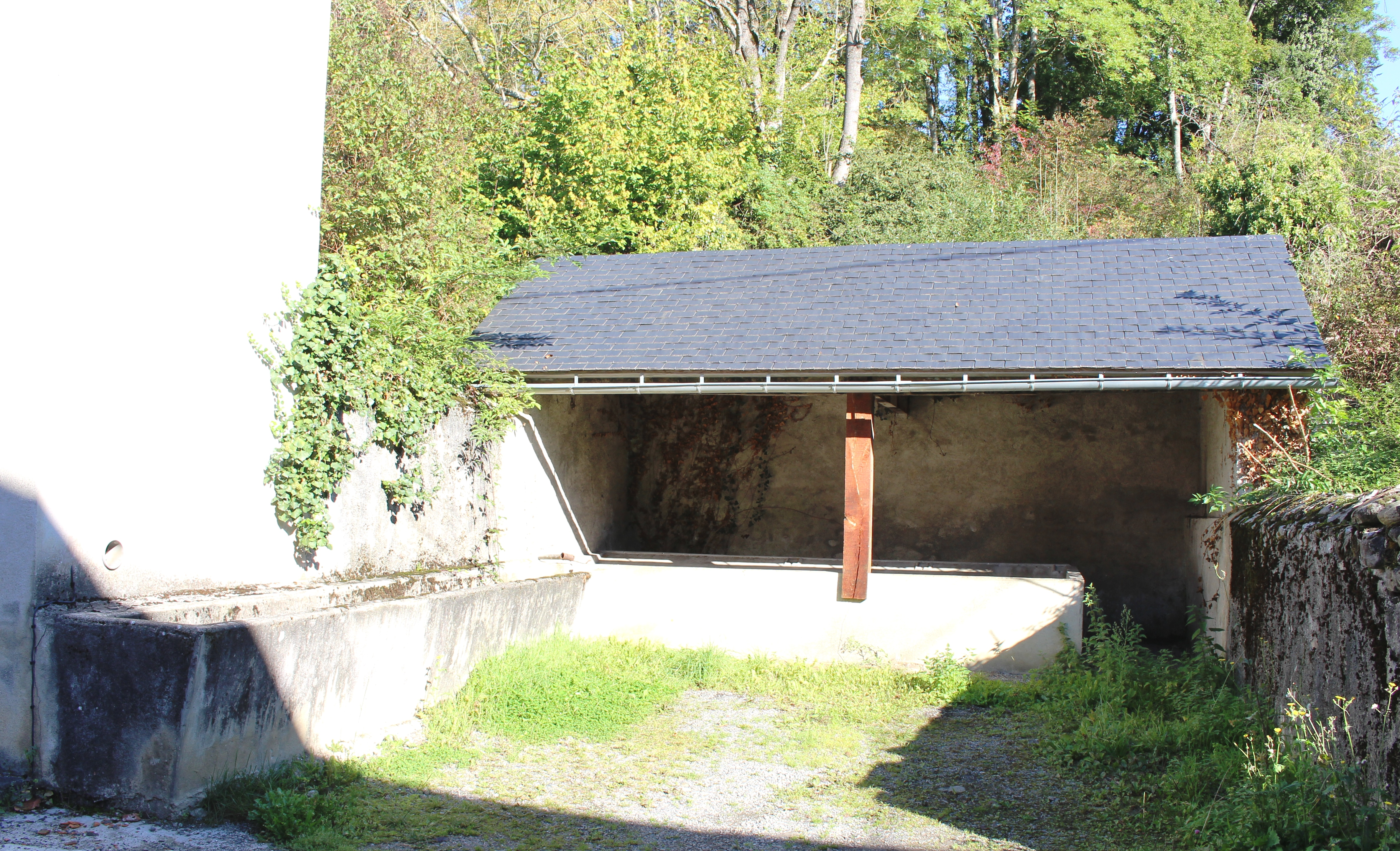
Le lavoir rue de Bousquet.
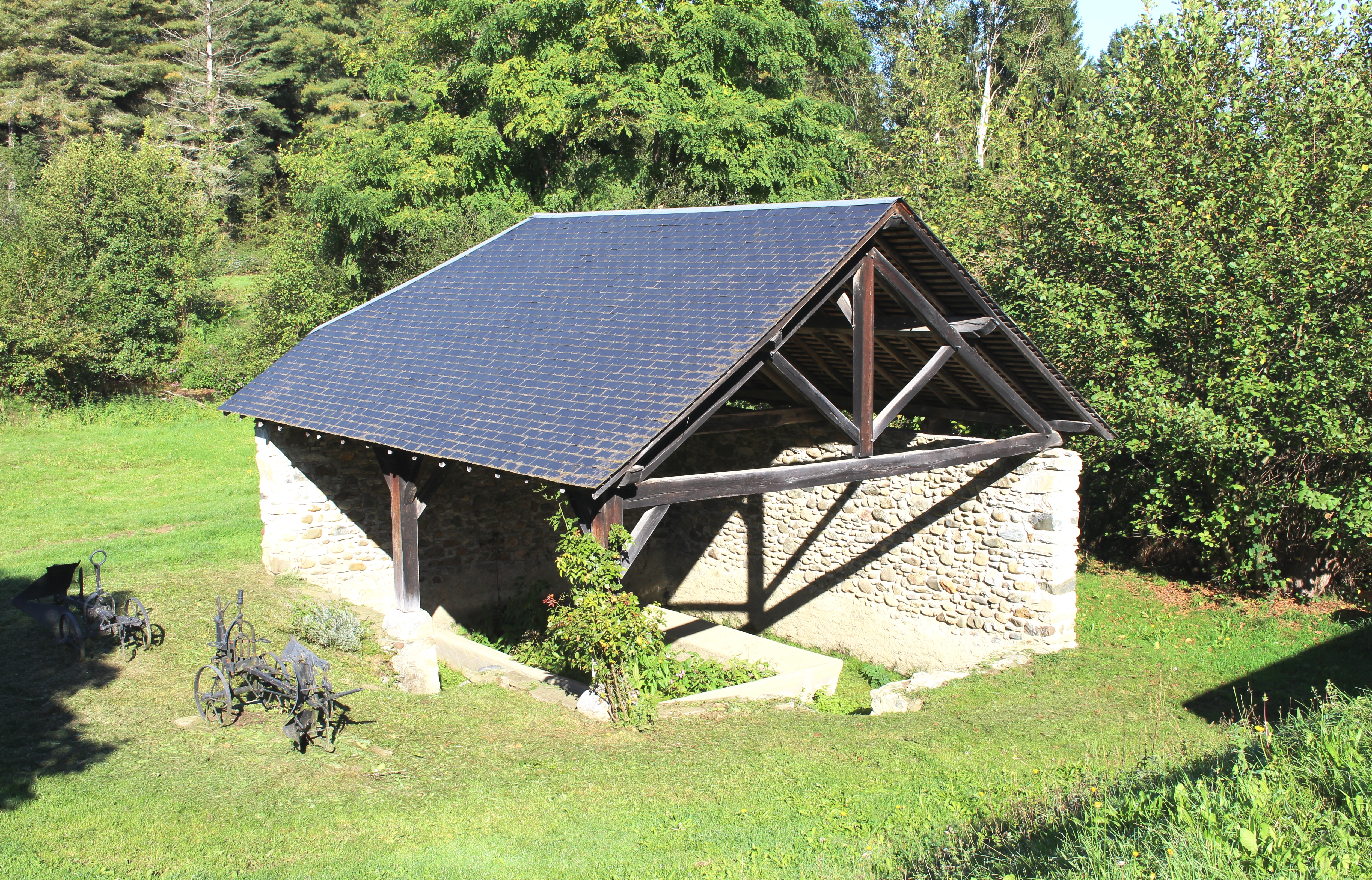
Le lavoir du Biouès.
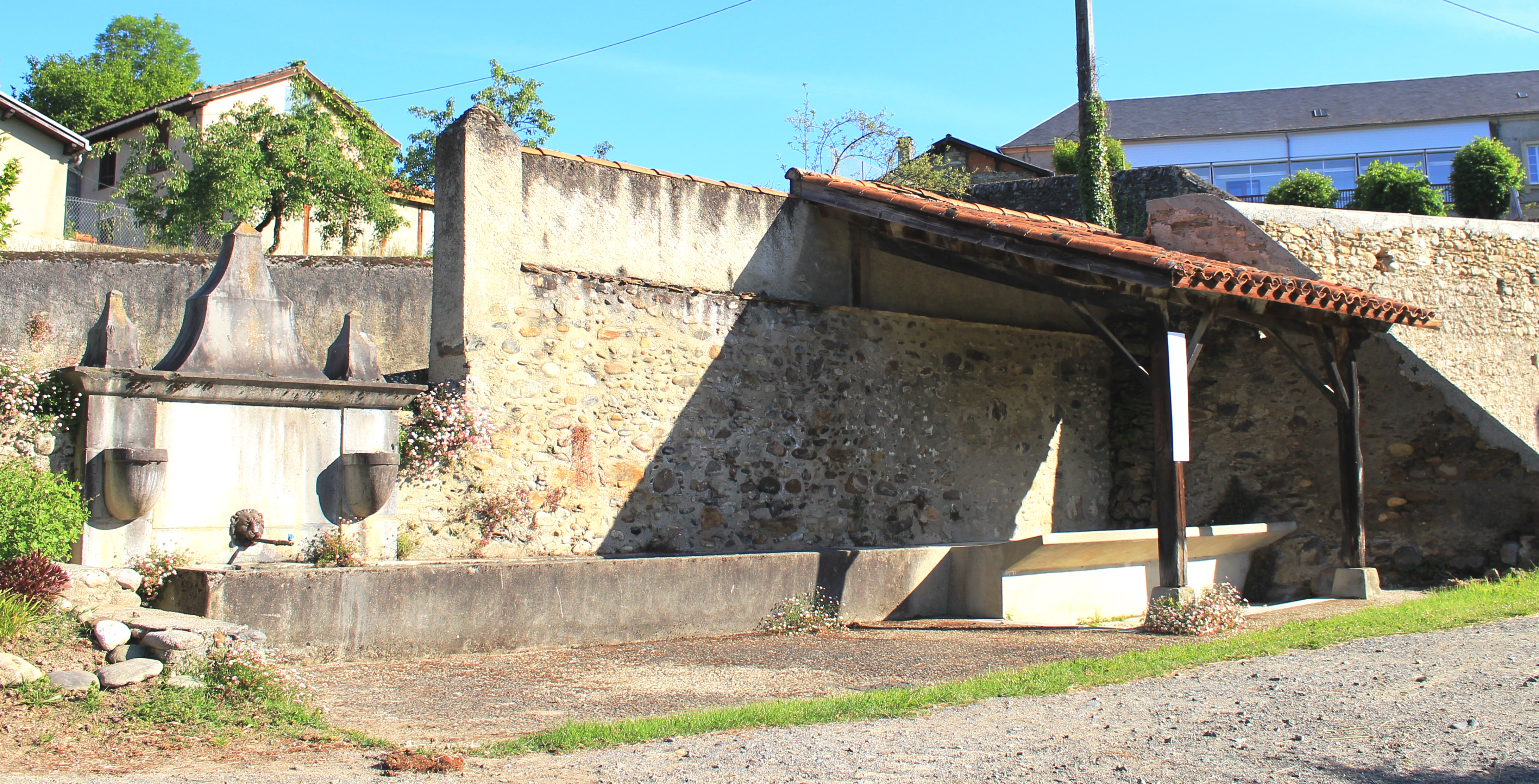
Le lavoir de la rue des Fontaines.

### Personnalités liées à la commune
- Léopold Dasque (1860-1906), homme politique, maire de Tarbes de 1898 à 1900 puis député des Hautes-Pyrénées de 1900 à 1906.

### Héraldique
| Blason | Blasonnement : D'argent à un château de sable, ouvert et ajouré du champ posé sur un coteau de sinople au sommet déporté vers senestre ; au chef cousu d'or chargé de trois pals de gueules. Commentaires : ce blason est officiel (vérifié auprès de la mairie). |